# Lista de telenovelas e séries da Televisa na década de 2020
A seguir, uma lista de telenovelas e séries de televisão produzidas pela Televisa na década de 2020.

## Telenovelas e séries por ano
| #   | Ano  | Título                              | Autoria                                                                                              | Produtor executivo              | Ref.        |
| --- | ---- | ----------------------------------- | --- | ------------------------------- | ----------- |
| 857 | 2020 | Vencer el miedo                     | Pedro Armando Rodríguez, Claudia Velazco                                                             | Rosy Ocampo                     | [ 1 ]       |
| 858 | 2020 | Como tú no hay dos                  | Ximena Suárez                                                                                        | Carlos Bardasano                | [ 2 ] [ 3 ] |
| 859 | 2020 | Te doy la vida                      | María José Galleguillos                                                                              | Lucero Suárez                   | [ 4 ]       |
| 860 | 2020 | Rubi                                | Leonardo Padrón                                                                                      | Carlos Bardasano                | [ 5 ]       |
| 861 | 2020 | El dragón                           | Arturo Pérez-Reverte                                                                                 | Carlos Bardasano                |             |
| 862 | 2020 | La mexicana y el güero              | Kary Fajer                                                                                           | Nicandro Díaz González          | [ 6 ]       |
| 863 | 2020 | Imperio de mentiras                 | Leonardo Bechini                                                                                     | Giselle González                | [ 7 ]       |
| 864 | 2020 | Vencer el desamor                   | María Elena López                                                                                    | Rosy Ocampo                     | [ 8 ]       |
| 865 | 2020 | Quererlo todo                       | Antonio Abascal, Carlos Daniel González, Dante Hernández, Sol Rubí Santillana                        | Ignacio Sada Madero             | [ 9 ]       |
| 866 | 2021 | ¿Te acuerdas de mí?                 | Zaría Abreu, Tania Tinajero, Luis Gamboa                                                             | Carmen Armendáriz               | [ 10 ]      |
| 867 | 2021 | Fuego ardiente                      | Martha Carrillo, Cristina García                                                                     | Carlos Moreno Languillo         | [ 11 ]      |
| 868 | 2021 | ¿Qué le pasa a mi familia?          | Pablo Ferrer García-Travesí, Santiago Pineda                                                         | Juan Osorio                     | [ 12 ]      |
| 869 | 2021 | Diseñando tu amor                   | Guillermo Quezada, José Enrique Jiménez, Oscar Ortíz de Pinedo, Gabriel Rojas                        | Pedro Ortiz de Pinedo           | [ 13 ]      |
| 870 | 2021 | La desalmada                        | Ximena Suárez                                                                                        | José Alberto Castro             | [ 14 ]      |
| 871 | 2021 | Vencer el pasado                    | Pedro Armando Rodríguez, Alejandra Romero, Humberto Robles e Geraldo Peréz Zermeño                   | Rosy Ocampo                     | [ 15 ]      |
| 872 | 2021 | S.O.S me estoy enamorando           | Lucero Suárez, Edwin Valencia                                                                        | Lucero Suárez                   | [ 16 ]      |
| 873 | 2021 | Contigo sí                          | Antonio Abascal, Carlos Daniel González, Dante Hernández, Sol Rubí Santillana                        | Ignacio Sada Madero             | [ 17 ]      |
| 874 | 2021 | Si nos dejan                        | Leonardo Padrón                                                                                      | Carlos Bardasano                |             |
| 875 | 2021 | Mi fortuna es amarte                | Juan Carlos Alcalá                                                                                   | Nicandro Díaz González          |             |
| 876 | 2022 | Amor dividido                       | Juan Carlos Alcalá                                                                                   | Angelli Nesma Medina            |             |
| 877 | 2022 | Los ricos también lloran            | Esther Feldman, Rosa Salazar Arenas                                                                  | Carlos Bardasano                |             |
| 878 | 2022 | El último rey                       | Pablo Ferrer García-Travesí, Santiago Pineda Aliseda                                                 | Juan Osorio                     |             |
| 879 | 2022 | Corazón guerrero                    | Katia Rodríguez Estrada, Carolina Mejía Lartilleux, Fernando Garcilita, Alberto Aridjis              | Salvador Mejia Alejandre        |             |
| 880 | 2022 | La herencia                         | Pablo Ferrer García-Travesí, Santiago Pineda Aliseda                                                 | Juan Osorio Roy Nelson Rojas    |             |
| 881 | 2022 | Mujer de nadie                      | Leonardo Bechini, María Elena López, Claudio Lacelli                                                 | Giselle González                |             |
| 882 | 2022 | Mi secreto                          | Martha Carrillo, Cristina García                                                                     | Carlos Moreno Languillo         |             |
| 883 | 2022 | Vencer la ausencia                  | Pedro Armando Rodríguez, Gerardo Pérez Zermeño                                                       | Rosy Ocampo                     |             |
| 884 | 2022 | Corona de lágrimas 2                | Jesús Calzada, Janely Lee, Roberto Castro, Gabriela Martínez del Río                                 | José Alberto Castro             |             |
| 885 | 2022 | La madrastra                        | Gabriela Ortigoza                                                                                    | Carmen Armendáriz               |             |
| 886 | 2022 | Cabo                                | José Alberto Castro, Carlos Daniel González, Vanesa Varela, Fernando Garcilita                       | José Alberto Castro             |             |
| 887 | 2022 | Mi camino es amarte                 | Juan Carlos Alcalá                                                                                   | Nicandro Díaz González          |             |
| 888 | 2023 | Perdona nuestros pecados            | Lucero Suárez, Jimena Merodio                                                                        | Lucero Suárez                   |             |
| 889 | 2023 | El amor invencible                  | Pablo Ferrer García-Travesí, Santiago Pineda                                                         | Juan Osorio                     |             |
| 890 | 2023 | Eternamente amándonos               | Rossana Curiel, Juan Pablo Balcázar, Cecilia Piñeiro                                                 | Silvia Cano                     |             |
| 891 | 2023 | Pienso en ti                        | Ximena Suárez                                                                                        | Carlos Bardasano                |             |
| 892 | 2023 | Tierra de esperanza                 | José Alberto Castro, Vanesa Varela                                                                   | José Alberto Castro             |             |
| 893 | 2023 | Vencer la culpa                     | Pedro Armando Rodríguez, Gerardo Pérez Zermeño                                                       | Rosy Ocampo                     |             |
| 894 | 2023 | Nadie como tú                       | Antonio Abascal, Carlos Daniel González, Dante Hernández, Sol Rubí Santillana, Claudia Pérez Salinas | Ignacio Sada Madero             |             |
| 895 | 2023 | Minas de pasión                     | Bethel Flores, Edwin Valencia, María Elena López, Romy Díaz                                          | Pedro Ortiz de Pinedo           |             |
| 896 | 2023 | Gloria Trevi: Ellas soy yo          | Eric Vonn                                                                                            | Carla Estrada                   |             |
| 897 | 2023 | Golpe de suerte                     | Kary Fajer                                                                                           | Nicandro Díaz González          |             |
| 898 | 2023 | El maleficio                        | José Alberto Castro, Vanesa Varela, Patricio Saiz, Fernando Garcilita                                | José Alberto Castro             |             |
| 899 | 2024 | Tu vida es mi vida                  | Juan Carlos Alcalá                                                                                   | Angelli Nesma Medina            |             |
| 900 | 2024 | Vivir de amor                       | Katia Rodríguez Estrada, Doménica Tarello                                                            | Salvador Mejía Alejandre        |             |
| 901 | 2024 | El amor no tiene receta             | Pablo Ferrer García-Travesí, Santiago Pineda                                                         | Juan Osorio                     |             |
| 902 | 2024 | Marea de pasiones                   | Claudia Velazco                                                                                      | Giselle González                |             |
| 903 | 2024 | La historia de Juana                | Perla Farías                                                                                         | Patricio Wills                  |             |
| 904 | 2024 | Fugitivas, en busca de la libertad  | Lucero Suárez, Jimena Merodio                                                                        | Lucero Suárez                   |             |
| 905 | 2024 | Mi amor sin tiempo                  | Martha Carrillo, Cristina García                                                                     | Carlos Moreno Languillo         |             |
| 906 | 2024 | El ángel de Aurora                  | Jaime Sierra, Helena Aguilera                                                                        | Roy Nelson Rojas                |             |
| 907 | 2024 | El precio de amarte                 | Gabriela Ortigoza                                                                                    | Carmen Armendáriz               |             |
| 908 | 2024 | Papás por conveniencia              | Pedro Armando Rodríguez, Gerardo Pérez Zermeño                                                       | Rosy Ocampo                     |             |
| 909 | 2024 | Amor amargo                         | Héctor Forero López, Gabriela Ruffo, Lenny Ferro, Oscar Ortiz de Pinedo, Carlos Arteaga              | Pedro Ortiz de Pinedo           |             |
| 910 | 2024 | Las hijas de la señora García       | José Alberto Castro, Vanesa Varela                                                                   | José Alberto Castro             |             |
| 911 | 2024 | Lalola                              | Lucía Toledo, Julio Cann, Gabriela Rodríguez                                                         | Joshua Mintz, Ana Celia Urquidi | [ 18 ]      |
| 912 | 2025 | A.mar, donde el amor teje sus redes | Juan Carlos Alcalá                                                                                   | Ignacio Sada Madero             |             |
| 913 | 2025 | Me atrevo a amarte                  | Katia Rodríguez Estrada, Doménica Tarello                                                            | Salvador Mejía Alejandre        |             |
| 914 | 2025 | Juegos de amor y poder              | Ximena Suárez, Julián Aguilar                                                                        | Carlos Bardasano                |             |
| 915 | 2025 | Monteverde                          | Lucero Suárez, Jimena Merodio                                                                        | Lucero Suárez                   |             |
| 916 | 2025 | Regalo de amor                      | Rossana Curiel, Juan Pablo Balcázar, Cecilia Piñeiro, Mariana Achcar                                 | Silvia Cano                     |             |
| 917 | 2025 | Amanecer                            | Pablo Ferrer García-Travesí, Santiago Pineda                                                         | Juan Osorio                     |             |